# 2122
(Năm 2122)
Năm 2122 (số La Mã: MMCXXII) là một năm trong lịch Gregory, nó sẽ là năm thứ 2122 của Công nguyên hay của Anno Domini; năm thứ 122 của thiên niên kỷ 3 và năm thứ 22 của thế kỷ 22; và năm thứ ba của thập niên 2120.